# Шергазі-хан
Шергазі (Шир-Газі)-хан (д/н — 1756) — 12-й володар Бухарського ханства у 1753—1756 роках.

## Життєпис
Походив з династії Аштарханідів. Онук Абу'л-Фаїз-хана. Про батька відсутні чіткі відомості. Посів трон 1753 року. Не мав жодної влади, усім керував аталик Мухаммад-Рахім-бій. 1754 року підкорено Ура-Тюбеське і гісарське бекства.
1756 року Мухаммад-Рахім-бій повалив Шергазі, ставши сам бухарським ханом.